# 퀴즈쇼 아이돌 시사회
퀴즈쇼 아이돌 시사회는 JTBC에서 방송되었던 프로그램이다. 인기 아이돌이 출연해 시사 상식을 겨루는 형식의 프로그램이다.

## 방송 시간
- 2011년 12월 16일 ~ 2012년 4월 20일 : 매주 금요일 8시 50분 ~ 9시 55분

## 출연자
방송인 김구라와 JTBC 아나운서 강지영이 진행을 맡고 개그맨 김영철이 패널로 고정 출연했다. 또한 가수 버벌진트는 문제 출제자로서 고정 출연했다.